# Galați
Galați ([gaˈlatsʲ]; Ausspracheⓘ), deutsch Galatz oder Galacz, ist die Kreishauptstadt des Kreises Galați in Westmoldau. Mit knapp 220.000 Einwohnern war Galați 2021 die achtgrößte Stadt Rumäniens.

## Name
Der Name Galați leitet sich wahrscheinlich vom kumanischen Wort galat ab, das letztlich aus dem persischen Wort کلات (kalat, „Festung“) entlehnt wurde. Eine weitere Parallele wird zum Namen der Stadt Halytsch gezogen, der sich vom slawischen Wort halka, Dohle ableitet. So war Galați vor der mongolischen Invasion der Rus als Malyi Halytsch („Klein-Halytsch“) bekannt.

## Geographie
Galați liegt am linken Ufer der unteren Donau. Wenige Kilometer flussaufwärts mündet der Sereth in die Donau. Etwa 11 km nordöstlich der Stadt befindet sich die Grenze zur Republik Moldau.

## Geschichte
Auf dem Territorium der heutigen Stadt existierten bereits zu Zeiten der Daker und Römer Siedlungen. Galați wurde 1445 erstmals urkundlich erwähnt. Im weiteren Verlauf entwickelte sich die Stadt vor allem durch ihren Donauhafen zu einem wichtigen Handelsplatz.
Im 17. Jahrhundert wurde Galați als wichtigste Stadt des Fürstentums Moldau nach Iași bezeichnet. Damals lebten in der Stadt in 300 Häusern etwa 3000 Einwohner.
Im 18. und zu Beginn des 19. Jahrhunderts wurde die Stadt mehrfach durch Kampfhandlungen im Zuge der Russisch-Türkischen Kriege sowie durch Epidemien in Mitleidenschaft gezogen. Im 19. Jahrhundert stieg die Bedeutung als Handelsstadt weiter, da Galați nicht mehr nur an das Fürstentum Walachei und das Osmanische Reich, sondern auch an das Russische Kaiserreich grenzte. Nach dem Ersten Weltkrieg, während dessen Galați vorübergehend von deutschen Truppen besetzt war, setzte verstärkt eine industrielle Entwicklung ein.

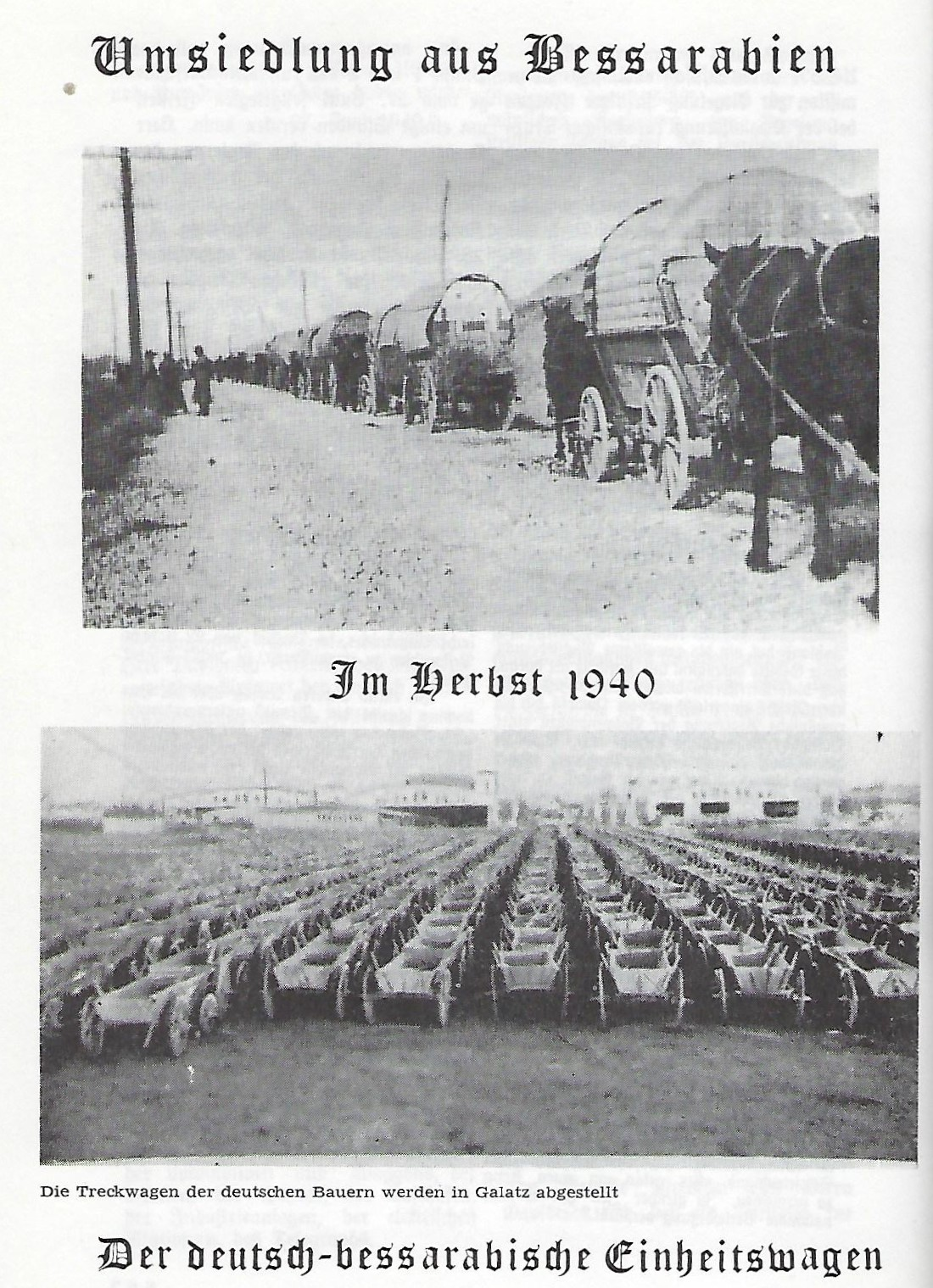
Bessarabiendeutsche Trecks in Galatz

Über Galatz kamen 1940 die Trecks der bessarabiendeutschen Umsiedler nach Rumänien.

## Bevölkerung
1930 lebten in der Stadt etwa 100.600 Bewohner, darunter etwa 69.500 Rumänen, 19.000 Juden, 3000 Russen, 2500 Griechen, 2200 Ungarn und 1200 Deutsche. Bei der Volkszählung 2002 wurden in der Stadt 298.816 Einwohner gezählt, darunter etwa 296.000 Rumänen sowie 1483 Roma, 290 Russen, 247 Griechen, 205 Ungarn, 115 Juden und 114 Deutsche. 2011 betrug die Zahl der Einwohner 249.432.

## Kultur und Sehenswürdigkeiten
- St.-Georgs-Kathedrale (Sfântu Gheorghe): im 17. Jahrhundert erbaut
- Fernsehturm Galați: der 1978 fertiggestellte Fernsehturm ist 150 Meter hoch und aus Stahlbeton. Auf der unteren Plattform in 100 m Höhe befindet sich ein Turmrestaurant. Darüber befinden sich Antennen verschiedener Art.
- Museum für Moderne und Zeitgenössische Kunst (rumänisch Muzeul de Artă Modernă și Contemporană)
- Historisches Museum
- Muzeul Satului Galați (Dorfmuseum Galați)
- Naturwissenschaftliches Museum
- Musiktheater
- Schauspielhaus
- Puppentheater Gulliver

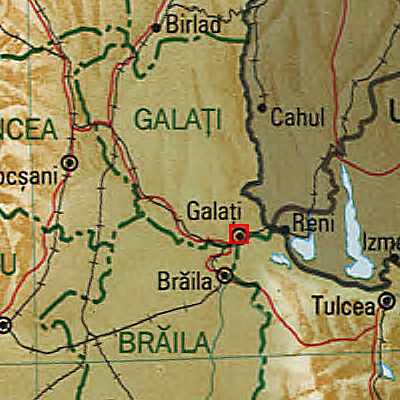
Galați zwischen Brăila, Reni (Ukraine), Tulcea, Focșani und Bârlad
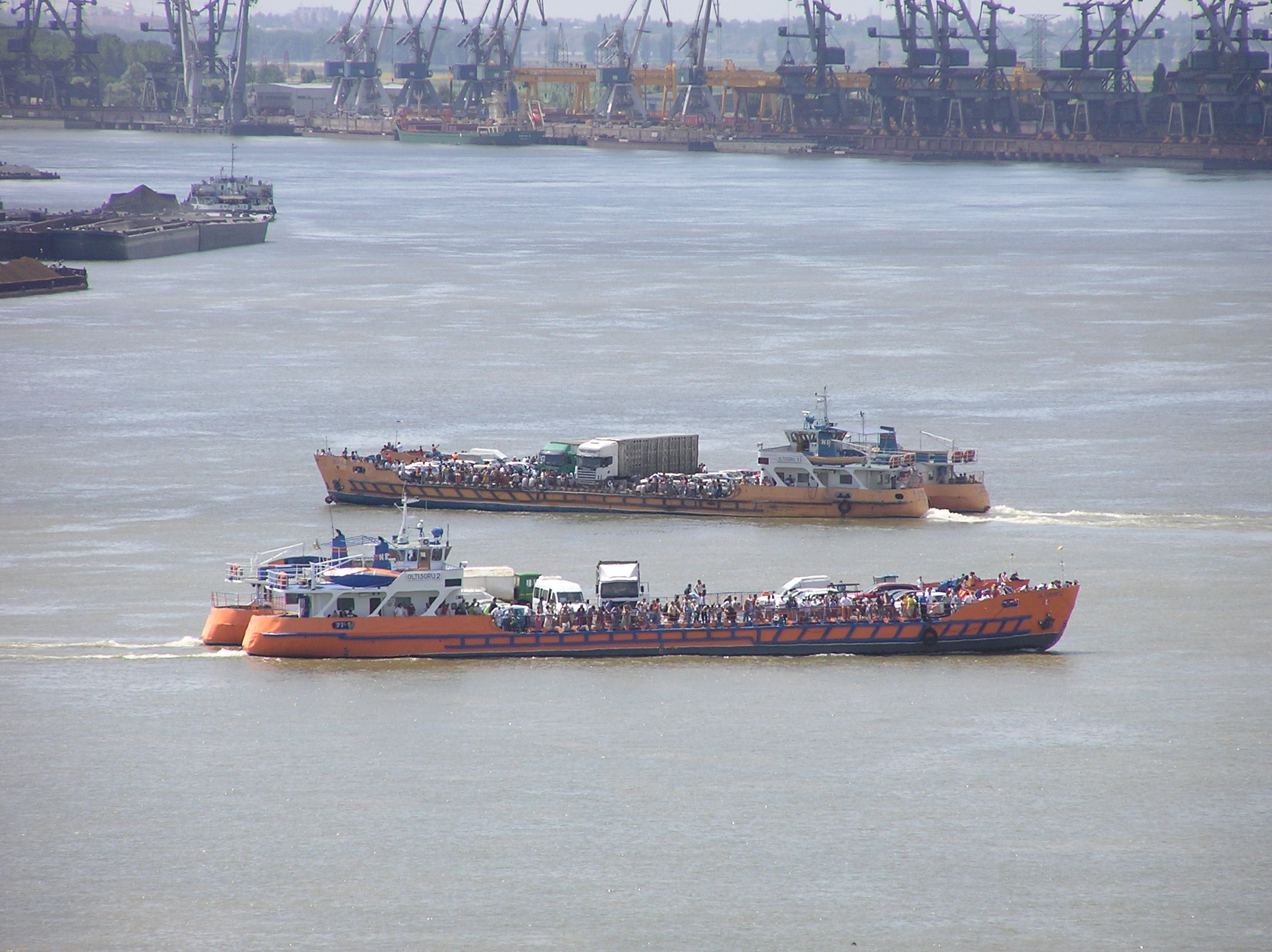
Donaufähren Galați
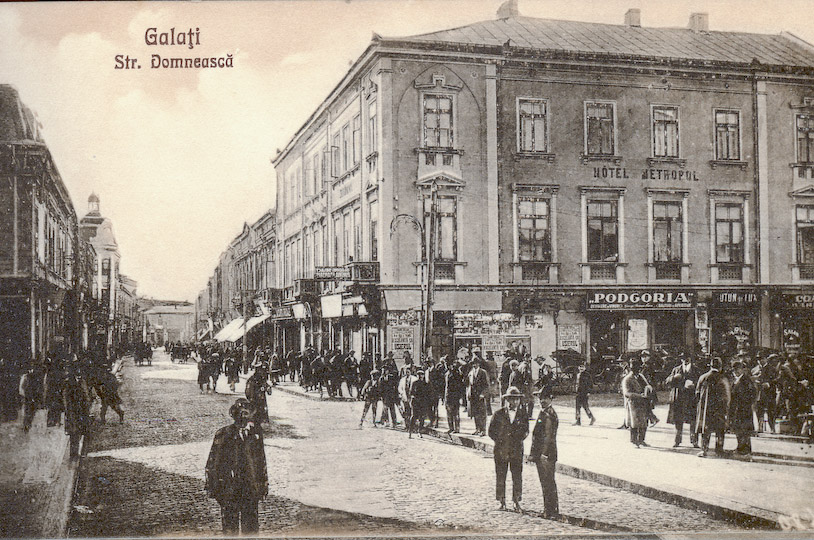
Stadtzentrum 1906
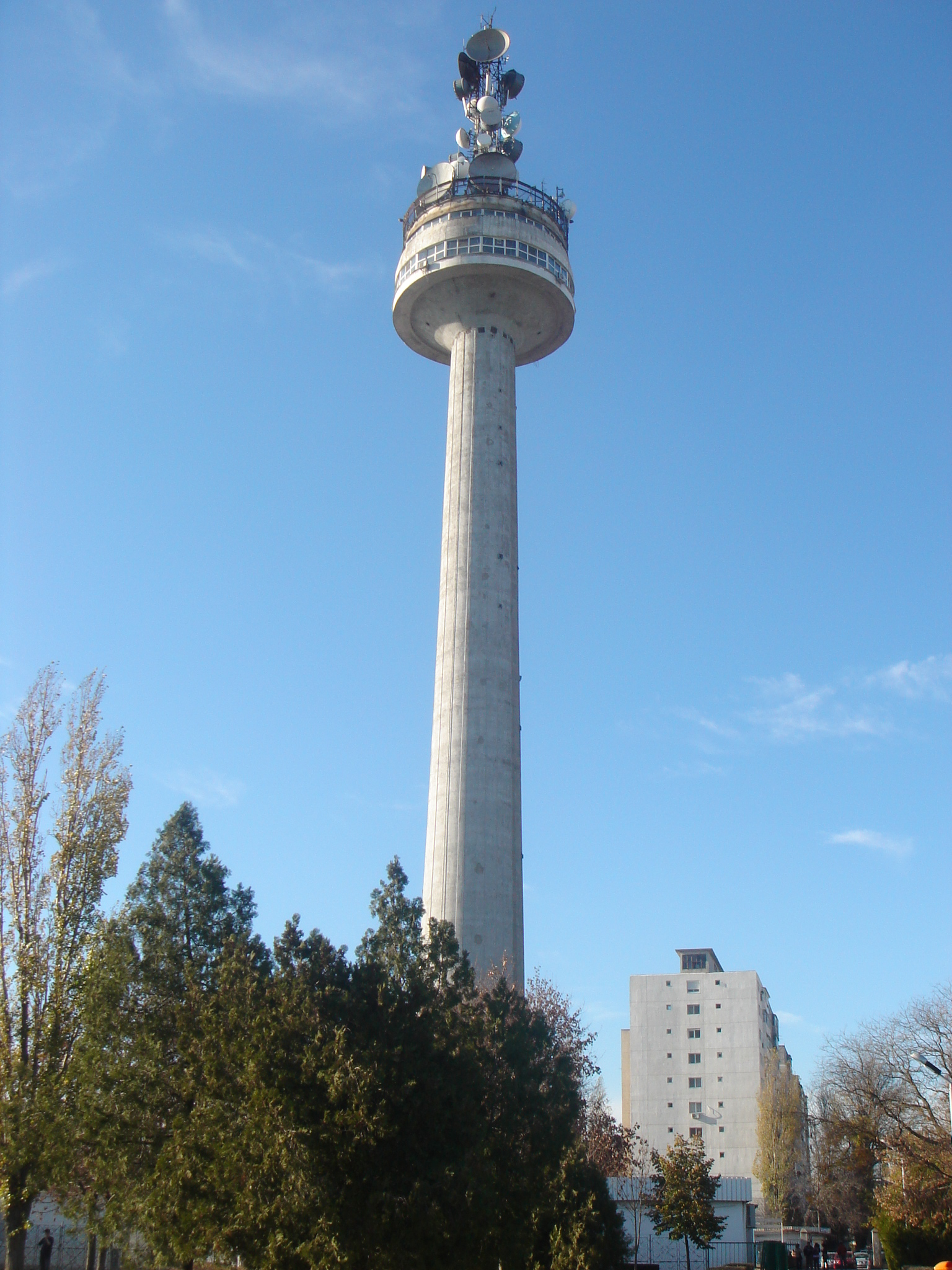
Fernsehturm

## Wirtschaft

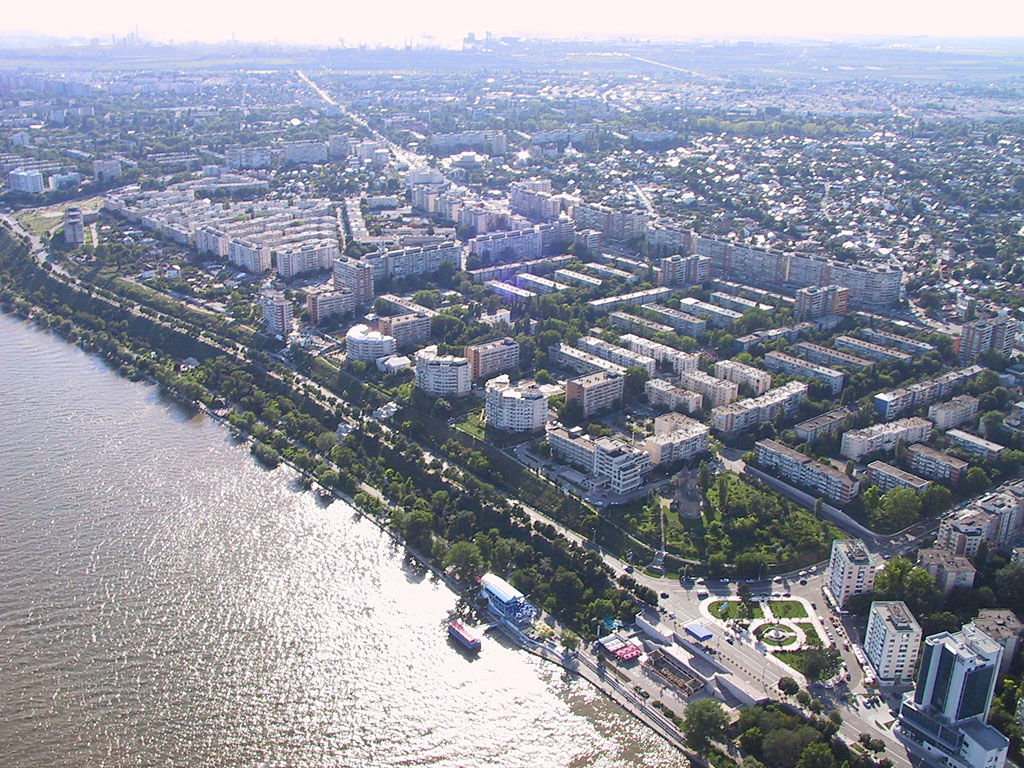
Blick auf Galați

Heute ist die Stadt geprägt von Schwerindustrie wie der größten Eisenhütte Rumäniens, Maschinenbau und der größten rumänischen Schiffswerft Șantierul Naval Damen Galați, ein Tochterunternehmen des niederländischen Schiffbauunternehmens Damen. Das 1991 gegründete Unternehmen beschäftigte 2023 etwa 1500 Mitarbeiter. Daneben verfügt sie über eine Textilfabrik, Mühlen, Sägewerke und Fischereibetriebe. 1948 wurde ein polytechnisches Institut gegründet, das seit 1974 Universitätsstatus besitzt.

## Verkehr
Besondere Bedeutung erlangt Galați durch seinen Hafen, der als der bedeutendste Binnenhafen des Landes gilt. Er wird als Kriegshafen genutzt und ist der letzte Umschlagplatz vor dem Donaudelta. Es gibt einen regelmäßigen Fährverkehr ans rechte Donauufer nach I. C. Brătianu. Der zugehörige Eisenbahnkomplex umfasst neben dem Personenbahnhof Galați den Rangierbahnhof Barboși beim Dorf Movileni. Seit Beginn der 1870er Jahre verfügt die Stadt über einen Anschluss an das Eisenbahnnetz. Vom Personenbahnhof verkehren regelmäßig Nahverkehrs- und Schnellzüge nach Bukarest und Tecuci.
Die Breitspurgleise nach Reni in der Ukraine wurden 2009 nur für den Güterverkehr genutzt und waren in einem schlechten Zustand. Anlässlich der ukrainischen Probleme beim Export von Getreide aufgrund des russischen Überfalls auf die Ukraine veranlasste Rumäniens Verkehrsminister Sorin Grindeanu Mitte April 2022, dass die wichtige Strecke nach Galați bis Anfang Juli saniert wurde. Dadurch konnte auf das zeitintensive Umladen auf Normalspur umgangen werden und die Güterzüge aus der Ukraine und aus Moldau können wieder durchgehend auf Breitspurgleisen bis zum Hafen in Galați verkehren.
Galați ist eine der wenigen rumänischen Städte, in denen im Öffentlichen Nahverkehr Omnibusse, Oberleitungsbusse und die Straßenbahn eingesetzt werden. Durch Galați führt die Europastraße 87.

## Bildung
- Dunărea-de-Jos-Universität Galați

## Persönlichkeiten

### Personen mit der Stadt verbunden
- Carl Heinrich Friedrich von Württemberg (1770–1791), russischer Generalleutnant, gestorben in einem Feldlager bei Galați
- Alexandru Ioan Cuza (1820–1873), Staatsgründer von Rumänien und erster Fürst
- Nicu Vlad (* 1963), Gewichtheber – Olympiasieger Los Angeles 1984
- Lucian Bute (* 1980), Profiboxer

## Klimatabelle
|                       | Jan  | Feb  | Mär | Apr  | Mai  | Jun  | Jul  | Aug  | Sep  | Okt  | Nov | Dez  |   |      |
| Mittl. Tagesmax. (°C) | 1,1  | 3,0  | 8,9 | 16,6 | 22,3 | 25,9 | 27,9 | 27,5 | 23,5 | 16,9 | 9,4 | 3,4  | ⌀ | 15,6 |
| Mittl. Tagesmin. (°C) | −5,3 | −3,5 | 0,2 | 6,0  | 11,2 | 14,6 | 16,2 | 15,8 | 12,0 | 6,6  | 2,1 | −2,4 | ⌀ | 6,2  |
|                       |      |      |     |      |      |      |      |      |      |      |     |      |   |      |
| Niederschlag (mm)     | 29   | 32   | 27  | 38   | 51   | 68   | 46   | 46   | 42   | 27   | 36  | 35   | Σ | 477  |
|                       |      |      |     |      |      |      |      |      |      |      |     |      |   |      |
| Sonnenstunden (h/d)   | 2,5  | 3,1  | 4,6 | 6,5  | 8,2  | 9,6  | 9,9  | 9,6  | 7,8  | 6,0  | 2,9 | 2,1  | ⌀ | 6,1  |
|                       |      |      |     |      |      |      |      |      |      |      |     |      |   |      |
| Regentage (d)         | 5    | 6    | 5   | 6    | 7    | 8    | 6    | 5    | 4    | 4    | 5   | 5    | Σ | 66   |
|                       |      |      |     |      |      |      |      |      |      |      |     |      |   |      |
| Luftfeuchtigkeit (%)  | 87   | 85   | 81  | 75   | 73   | 73   | 72   | 72   | 74   | 79   | 87  | 89   | ⌀ | 78,9 |

| −5,3 |

| −3,5 |

| 0,2 |

| 6,0 |

| 11,2 |

| 14,6 |

| 16,2 |

| 15,8 |

| 12,0 |

| 6,6 |

| 2,1 |

| −2,4 |

| −5,3 |

| −3,5 |

| 0,2 |

| 6,0 |

| 11,2 |

| 14,6 |

| 16,2 |

| 15,8 |

| 12,0 |

| 6,6 |

| 2,1 |

| −2,4 |